# 子育ての天才
『スリルな夜・子育ての天才』（すりるなよる こそだてのてんさい）は、2007年4月13日から同年6月22日までフジテレビ系列でスリルな夜枠で毎週金曜23:00 - 23:30（JST）に放送されていたドラマ仕立てのコント番組である。また、同年6月29日に総集編が放送された。

## 番組概要
サスペンスの要素を織り交ぜたドラマ仕立てのコント（“サスペンスコメディ”）。浅草のとある町で起きた3ヶ月の出来事と、その1年後（最終話後半）の話である。番組冒頭にはキャスト（ほぼ）全員によるトークコーナー（見どころ紹介と雑談）があり、その週のゲストの紹介と前回までのダイジェストも放送していた。
また、上地雄輔がユニット「羞恥心」としてデビューしたのは、この番組の宣伝のために「クイズ!ヘキサゴンII」に出演したのがきっかけであった。

## 主題歌
- 主題歌：「You Are So Beautiful」　Joe Cocker
- 挿入歌：「木蘭の涙」　Stardust Revue　（ダブリューイーエー・ジャパン:当時）[1]

## 登場人物・キャスト

### 大黒産婦人科
大黒鉄男(38)　：　原田泰造（ネプチューン）
大黒産婦人科院長。4浪で医大に入った落ちこぼれ医師。神谷美優と不倫していた。その後、その不倫の仕返しをした夏子に出て行かれ、男やもめとなる。
大黒夏子(35)　：　相田翔子
鉄男の妻。温和で優しさあふれる。少々天然で、ギャンブル好き。自分や鉄男の手首を包丁で切ったり、トルエンを一気飲みしたり、焼身自殺を図ろうとしたり、無茶な行動を起こす。最終話で、心療内科医師と浮気をしかえし、さらに結婚。結婚記念日の日付で購入した馬券が競馬史上最高金額の配当となり、大黒産婦人科の目の前に大きな病院を設立、鉄男を見下ろしていた。
大黒慶太(中3)　：　冨浦智嗣
鉄男の1人息子。実は同性である同級生のサッカー部の少年に、片思いしていたことで心に病を抱えていた。その後、父親と美優の不倫を知り、リストカットやトルエンに手を出したり、不倫相手の美優を傷つけようとしたりして自暴自棄になっていた。優しくしてくれた美緒と恋仲になるものの、同性の少年とも同時につきあうことになった。
河野良江(50)　：　根岸季衣
ベテラン看護師。頻繁に整形外科に通う整形マニア。居酒屋の青年・松山に恋する。ヤクザから大金を借りていたことから、与田殺しの容疑者として取調べを受けた。松山が少女誘拐犯だと知るも、彼を庇おうとした。最終話では、ヤクザに押し入り逃亡資金1000万円と拳銃を奪う。その後、松山と無理心中を図り死亡する。

### 神谷仏具店
神谷金太(38)　：　ゴリ（ガレッジセール）
神谷仏具店店主。鉄男とは幼なじみ。２度目の浮気がばれ、陽子に日本刀で斬りつけられるも命だけは助かるが、結局家を追い出され、鉄男の家に居候することになる。
神谷陽子(45)　：　美保純
金太の妻。元ヤンキーで色気のある下町の女。浮気は絶対に許さない。
神谷美優(18)　：　高部あい
金太の長女。大学1年生。大黒鉄男と不倫していた。妊娠が発覚し、父親が誰かわからず周りを振り回していたが、産まれてきた子供は鉄男でも木山の子でなく、渋谷のクラブでナンパされた行きずりのアメリカ人の子であった。
なお、番組のドラマパートは、彼女のナレーションで物語が進行していく。
神谷美緒(中3)　：　志保
金太の次女。ニンテンドーDSで遊ぶ今時の中学生。自暴自棄になっていた慶太に優しくし、慶太が女性よりも同性の方が好きと聞かされていたため、親しく接しているうちに、慶太の彼女となった。
神谷美々(小5)　：　美山加恋
金太の三女。明るくて活発な小学生で耳年増。第七話で松山に誘拐監禁される。
美優の息子　：　メイソン・バウンシー　　最終話
美優とアメリカ人との間に産まれた子供。

### 喫茶ルモンド
沢田英二(43)　：　小木茂光
喫茶ルモンドのマスター。強面で貫禄があるがマザコンで、子育てから夫婦の関係まで、すべて母親の言いなりになっている。しかしこれは演技であり、セックスレスを治すための“治療”だった(実際はSMプレイである)。
沢田香苗(38)　：　山下容莉枝
アルコール依存症の英二の嫁。10年間の不妊治療の末に妊娠、出産。夫婦仲は冷え切っている。酒を止めていたが、幸子に罵倒されたことで再びアルコールに頼ってしまう。実は、アルコール依存症というのはSMプレイの中での彼女のアドリブで、演技でやっていたものである。M気味だったが店をSM喫茶に変えた頃にはすっかりドSになってしまっていた。
沢田香　(小5)　：　三好爽
英二の一人娘。ダンスが得意でヒップホップ歌手を目指す小学生。
沢田幸子　：　新藤恵美　第六話～
英二の母。英二に呼ばれて沢田家にやってくる。「香苗を嫌っており、香苗をねちねちいじめて離婚を強要する」という設定で、治療上（SMプレイ）の役を務めた。

### ディスカウントショップ
与田恵(年齢不詳)　：　久世星佳　第一～三話、最終話（10年前の回想シーン）
ミステリアスで美しく妖艶で派手。客の弱みにつけこみ強請る悪女。店で扱う写真のプリントから鉄男と美優の不倫を知り、それをネタに金太を誘う。後に森田に殺害される。10年前に不妊治療の末に妊娠するも、3度の流産を経験したためついに薬に手を出してしまったことが河野良江により語られた。
日山龍一　：　菅田俊
恵の内縁の夫。与田を使って美人局で金を稼いでいたヤクザ。雀荘に入り浸っている。

### 引っ越してきた謎のサラリーマン
東正史(45)　　：　篠井英介
町内に越してくる怪しげなサラリーマン。松山に娘･久美を誘拐され、それを期にこの町全ての子供を守ろうと決心した。誘拐された美々を助けた後、松山に見つかり腹部を包丁で刺され入院していた。部屋中に女児の写真を貼っているのはロリコンであるからでなく、住んでいる町の子供を把握するためだったと思われる。森田に殺人事件の犯人にされそうになったが、見舞いに来ていた神谷家の機転で、病院を脱出することに成功する。この3ヶ月のストーカーまがいの行為のために休んでいた会社をクビになるも、娘の送った写真が評価され、グラビア雑誌のカメラマンとして活躍することになる。
東久美　：　中津川南美,熊田聖亜（幼少）
東正史の実の娘で、過去に松山に誘拐・乱暴されたため、東により外出できないよう部屋に閉じ込められた形で保護されていた。事件解決後、再び以前のような生活に戻った。また、その際に軟禁されていた部屋に貼ってあった町の少女たちの写真を勝手に雑誌社に送った。
東の妻　：　建部和美　第九話・最終話
4年前の娘・久美の誘拐事件のショックにより、病院で寝たきりの生活を送っていた。1年後には退院し、家族3人で幸せな生活を送ることに。

### 居酒屋「牛すじ・大勝」（ホッピー横丁）
松山正美(24)　：　上地雄輔
鉄男と金太が行きつけの飲み屋に最近バイトで入った青年。少女誘拐の常習犯であり、4年前に東の娘・久美を誘拐・乱暴し、懲役3年の実刑判決を受けている。今回は美々を誘拐監禁していたが東に勘付かれ、美々を助けようと家に侵入したところを包丁で刺した。一時は逮捕されるも、取調べをしていた森田刑事を、与田恵殺しの件で逆に脅しをかけ釈放される。釈放後は河野良江の元に身を寄せていた。逃亡途中に河野に無理心中を図られ拳銃で射殺された。

### 浅草の警察署
カツ丼刑事・森田　：　大鷹明良　第五話～
ベテラン刑事。与田殺害の真犯人であるが、関係ない人達を犯人にでっち上げようとしている。美々誘拐事件で松山を捕まえるも、そのことを金太から聞いていた松山に逆に脅され、釈放してしまった。その身代わりとして、東を美々誘拐事件および与田恵殺人事件の犯人にしようとし、東を匿っていた神谷家に押しかけるもそこで真実をうっかり暴露してしまい、神谷一家の「必殺!美人局返し」でビデオカメラにそれを撮られてしまう。
新人警官・木山徹(21)　：　細田よしひこ　第五話～
神谷美優の元カレ。美優のお腹の子供の父親の可能性もあった。最終話で「（父親が誰でも）大好きな女の子供だったら、愛する自信ある」と美優にプロポーズし、後に結婚した。

### 町の人々
- フミヤ君　：　井出卓也　（大黒慶太が恋しているサッカー部の少年。）　第二話
- 電気店店主　：　大塚洋　（神谷美緒がパソコンを購入した電気店店主。）　第二話
- 紳士服店店員　：　上原歩　第二話
- 大黒産婦人科の妊婦患者　：　中村真知子　第三～四話
- 後藤クリニックの心療内科医・後藤利昭　：　品川徹　（リストカットの経験者）　第四～五話・最終話
当初は大黒慶太に関係する大黒家のリストカット&トルエン問題を担当していた。自らもリストカットの経験がある（アンクルカットまでしていた）。最終話では、鉄男に浮気された夏子が相談しに来たが、てっきり「コクりにきた」と勘違いし、自らも以前妻に浮気されて仕返しに患者と浮気したことを告白した。そのことで妻とは新婚当時よりも深く愛し合うようになった（週３回）とまで暴露した。自らの経験から「浮気されたら、浮気で仕返す。これが１番の解決方法ですよ」とアドバイスし、その浮気相手に自らがなり夏子と浮気した。その後ついには夏子と結婚し、彼女が当てた馬券で「後藤総合病院」を建てた。
また、セックスレスで悩む沢田夫婦に治療方法としてSMプレイを推奨したのも彼の仕業である。
- 沢田香が通うダンス教室の先生　：　三原伊織奈　第四話
- 精肉店の店員　：　斗澤康秋　第五話
- 熟女パブ「パープルハウス」店長　：　？　（河野良江が働こうとするも断固として拒否）　第六話
- 慶太とホテルに入った男　：　長倉正和　第六話
- ：　倉門勇次　第六～八話
- ：　悦所伊久麿　第七話
- 美容院「Image Maker」の美容師　：　難波いっしん　（美々のカットを担当する）　第七話
- NUDE THEATERのストリップ嬢・セーラちゃん　：　高久ゆりか　（鉄男と金太が贔屓にしているストリッパー）　第八～九話
- 刑事　：　小島康志　（4年前の東久美誘拐事件を担当していた刑事）　第九話
- 阿部知代　：　阿部知代（フジテレビアナウンサー）　第九話
- 看護士　：　田口寛子　（金太の耳元で「刺されちゃうよ」と囁く。陽子に「おばさん」と呼びかけ、逆に怒鳴られる）　第十話
- 病院内を巡回する警官　：　清水和博　第十話
- 雀荘の客　：　木村木、パラ小林、中山裕介、吉岡誠　（日山の麻雀仲間）　第十話（吉岡のみ最終話も登場）
- 心療内科医・後藤の浮気相手　：　平野由希　最終話（携帯電話の画像でのみ登場）
- ハヤト君（大黒慶太と恋仲になった少年）　：　土屋シオン　最終話

### ゲスト
- 前田隣：前田隣（元ナンセンストリオ）　（近所に住む末期ガンのベテラン芸人）　第一話・第四話
- ウエンツ瑛士：ウエンツ瑛士　第四話
- ハリセンボン：ハリセンボン　第五話
- ギャル曽根：ギャル曽根　第六話
- ムーディ勝山：ムーディ勝山　第七話
- 宇多田ヒカル：ミラクルひかる　第八話
- 亀田親子：レアレア　第八話
- タカアンドタモ：山口宇史（EE男）、小庭康正（ぼれろ）　第八話
- 女医・西川史子：西川史子　第九話
- 大西ライオン：大西ライオン　第十話
- 小島よしお：小島よしお　第十話

## スタッフ
- 構成･脚本：松井洋介、石原健次／榊暁彦、柏木克紀
- 撮影：高田治
- 映像調整：田畑司
- 音声：本間祥吾
- 照明：安藤雄郎
- 音響効果：大久保吉久（3×7）
- VTR編集：瓜田利昭（D-Craft）
- MA：吉田肇
- 美術プロデュース：大坊雄二
- 美術デザイン：鈴木賢太
- 美術進行：塚原淳司
- 大道具：瀬名波康之
- 装飾：門間誠
- 衣裳：山田斉
- メイク：宮崎香
- 持道具：成田千絵
- 電飾：林将大
- アクリル装飾：斉藤祐介
- 生花装飾：牧島美恵
- 植木装飾：佐川忠由
- 視覚効果：中溝雅彦
- 特殊美術：横山公一
- 編成：坪田譲治、中島寛朗
- タイムキーパー：菅原洋子
- プロデューサー補：江本薫
- プロデューサー：伊藤征章
- 原作･監督：渡辺琢
- 技術協力：ニユーテレス、FLT、IMAGICA
- 制作：フジテレビバラエティ制作センター

## サブタイトル
| 各話                                                   | 放送日        | サブタイトル                                                                        | 視聴率 |
| ------------------------------------------------------ | ------------- | ----------------------------------------------------------------------------------- | ------ |
| 第一話                                                 | 2007年4月13日 | （予測不能なサスペンスコメディー開始）                                              | 9.5%   |
| 第二話                                                 | 2007年4月20日 | （早くも話題騒然なサスペンスコメディー）                                            | 6.9%   |
| 第三話                                                 | 2007年4月27日 | （不倫・整形・自殺・誘拐…犯人は誰だ？）                                             | 7.0%   |
| 第四話                                                 | 2007年5月4日  | （ウエンツ＆白い巨塔出演の大物俳優登場）                                            | 6.1%   |
| 第五話                                                 | 2007年5月11日 | （妻が夫を刺す!!衝撃展開!!ハリセンボン）                                            | 9.6%   |
| 第六話                                                 | 2007年5月18日 | まさかの真犯人 （息子が男と売春...衝撃の展開 ギャル曽根）                           | 10.1%  |
| 第七話                                                 | 2007年5月25日 | 汚いスニーカーの真実 （なぜかムーディ勝山が爆笑主題歌発表!）                        | 8.9%   |
| 第八話                                                 | 2007年6月1日  | 犯人はお前だったのか!! （今夜遂に少女誘拐犯が判明!!衝撃の展開）                     | 9.5%   |
| 第九話                                                 | 2007年6月8日  | 東の正体 （監禁された少女の正体が判明 衝撃の展開）                                  | 7.8%   |
| 第十話                                                 | 2007年6月15日 | 女たちの反乱 （不倫を知った妻の猟奇的判断・駆け落ち）                               | 6.2%   |
| 最終話                                                 | 2007年6月22日 | 衝撃の大ドンデン返し （誰も予想できない衝撃の結末今夜最終回）                       | 8.1%   |
| 総集編                                                 | 2007年6月29日 | ドラマ界ご法度企画!!スリルな夜にツッコも～!! （芸能界のイケメンオーディション開催） | 8.1%   |
| 平均視聴率8.2%（視聴率は関東地区・ビデオリサーチ調べ） |               |                                                                                     |        |

サブタイトルの正式なものは第1話～第5話は特に無かったが、第6話以降は番組内で表示されるようになった。
括弧内に示したタイトルは、ネットなどのテレビ番組欄(ラテ欄)で掲載されたもの。